# Detlev von Hadeln
Detlev Moritz Georg Heinrich Wilhelm Freiherr von Hadeln (* 26. Mai 1878 in Arolsen; † 19. April 1935 in Florenz) war ein deutscher Kunsthistoriker. Sein Spezialgebiet war die venezianische Malerei.

## Leben
Hadeln war der Sohn des Finanzkammerpräsidenten und Wirklichen Geheimen Rates Heinrich von Hadeln (1837–1901) und dessen Ehefrau Ida, geborene Freiin von Hollen (1848–1916) sowie Enkel des Generalleutnants Heinrich von Hadeln. Er trat Ostern 1885 in die Gymnasiumvorschule in Weimar ein, besuchte ab Ostern 1888 das Weimarer Gymnasium und machte im August 1899 am Evangelisch Stiftischen Gymnasium Gütersloh sein Abitur. Er studierte zunächst Jura in Genf, München, Berlin, Leipzig und Bonn. Schließlich verlegte sich Detlev von Hadeln auf das Studium der Kunstgeschichte; studierte ein Jahr lang einschlägige Denkmale in Italien und hielt sich 1904 an der philosophischen Fakultät der Berliner Universität sowie 1905 an der Universität Jena auf. Ende des Jahres 1905 wurde er bei Botho Graef in Jena mit der Dissertation Die wichtigsten Darstellungsformen des H. Sebastian in der italienischen Malerei bis zum Ausgang des Quattrocento zum Dr. phil. promoviert. Neben Graef verdankte Hadeln seine akademische Ausbildung Alexander Cartellieri, Rudolf Eucken, Adolf Lasson, Reinhard Kekulé von Stradonitz und Heinrich Wölfflin.
1909 hielt Hadeln sich dank eines Stipendiums ein Jahr am Kunsthistorischen Institut in Florenz auf, war 1912 Assistent im Kupferstichkabinett Dresden und von 1912 bis 1914 Bibliothekar an den Berliner Museen.
Der Krieg unterbrach Detlev von Hadelns Forschungen. Er diente als Hauptmann der Artillerie und war zeitweise unter Theodor Demmler in Saint-Quentin in den von der Obersten Heeresleitung initiierten Kunstschutz abkommandiert.
Nach dem Kriege nahm Hadeln zunächst seinen Wohnsitz in Venedig und ließ sich dann 1925 in Florenz nieder, wo er als Privatgelehrter lebte. Von dort aus bereiste er Wien, Paris, München, London sowie andere Städte und suchte Sammlungen italienischer Kunst auf. Im Allgemeinen Lexikon der Bildenden Künstler von der Antike bis zur Gegenwart schrieb er von Band 1 bis 12 unter dem Signum Hadeln zahlreiche Artikel zu italienischen Malern – zum Beispiel Bonifazio Veronese, Benedetto Caliari, Paolo Veronese, Domenico Campagnola und Camillo di Capelli. Er war mit Joseph Conrad und Marcus Behmer bekannt.
Er starb direkt vor der Haustür seiner Villa in Careggi an einem Herzschlag.

## Familie
Hadeln hatte zwei ältere Geschwister – die Schwester Marie Adelheid Freiin von Hadeln (eine Malerin, genannt Mimi; * 28. August 1873 in Arolsen) und den Bruder Wilhelm (1876–1930). Am 14. November 1929 adoptierte Detlev von Hadeln in Berlin den 1907 im nordostenglischen West Hartlepool in ärmlichen Verhältnissen geborenen Harry Hudson an Kindes statt. Detlev von Hadeln ist Moritz de Hadelns Großvater.

## Schriften (Auswahl)
Ein vollständiges Schriftenverzeichnis findet sich in Rivista d'Arte 18, 1936, S. 418–423.
- Die wichtigsten Darstellungsformen des H. Sebastian in der italienischen Malerei bis zum Ausgang des Quattrocento. J. H. Ed. Heitz, Straßburg 1906 (= Dissertation Universität Jena 1905, Digitalisat, mit Lebenslauf).
- Zeichnungen des Giacomo Tintoretto. Paul Cassirer, Berlin 1922 (archive.org).
- Anmerkungen zu Carlo Ridolfis Le maraviglie dell’arte ovvero Le vite degli illustri pittori veneti e dello stato aus dem Jahr 1648. 2 Bände, Gustav Grote, Berlin 1914 und 1924.
- Zeichnungen des Tizian. Paul Cassirer, Berlin 1924.
- Venezianische Zeichnungen des Quattrocento. Paul Cassirer, Berlin 1925.
- Venezianische Zeichnungen der Spätrenaissance. Paul Cassirer, Berlin 1926.
- Handzeichnungen von Giovanni Battista Tiepolo. Kurt Wolff, München 1927.
- Die Zeichnungen von Antonio Canal, genannt Canaletto. Anton Schroll, Wien 1930.
- Meisterzeichnungen aus der Sammlung Franz Koenigs-Haarlem. Venezianische Meister. Prestel, Frankfurt am Main 1933.